# Pembroke Airport
Pembroke Airport är en flygplats i Kanada.   Den ligger i provinsen Ontario, i den sydöstra delen av landet, 130 km väster om huvudstaden Ottawa. Pembroke Airport ligger 159 meter över havet.
Terrängen runt Pembroke Airport är platt. Närmaste större samhälle är Petawawa, 4,0 km nordväst om Pembroke Airport. 
I omgivningarna runt Pembroke Airport växer i huvudsak blandskog. Runt Pembroke Airport är det ganska glesbefolkat, med 39 invånare per kvadratkilometer.